# Emilie Mosse

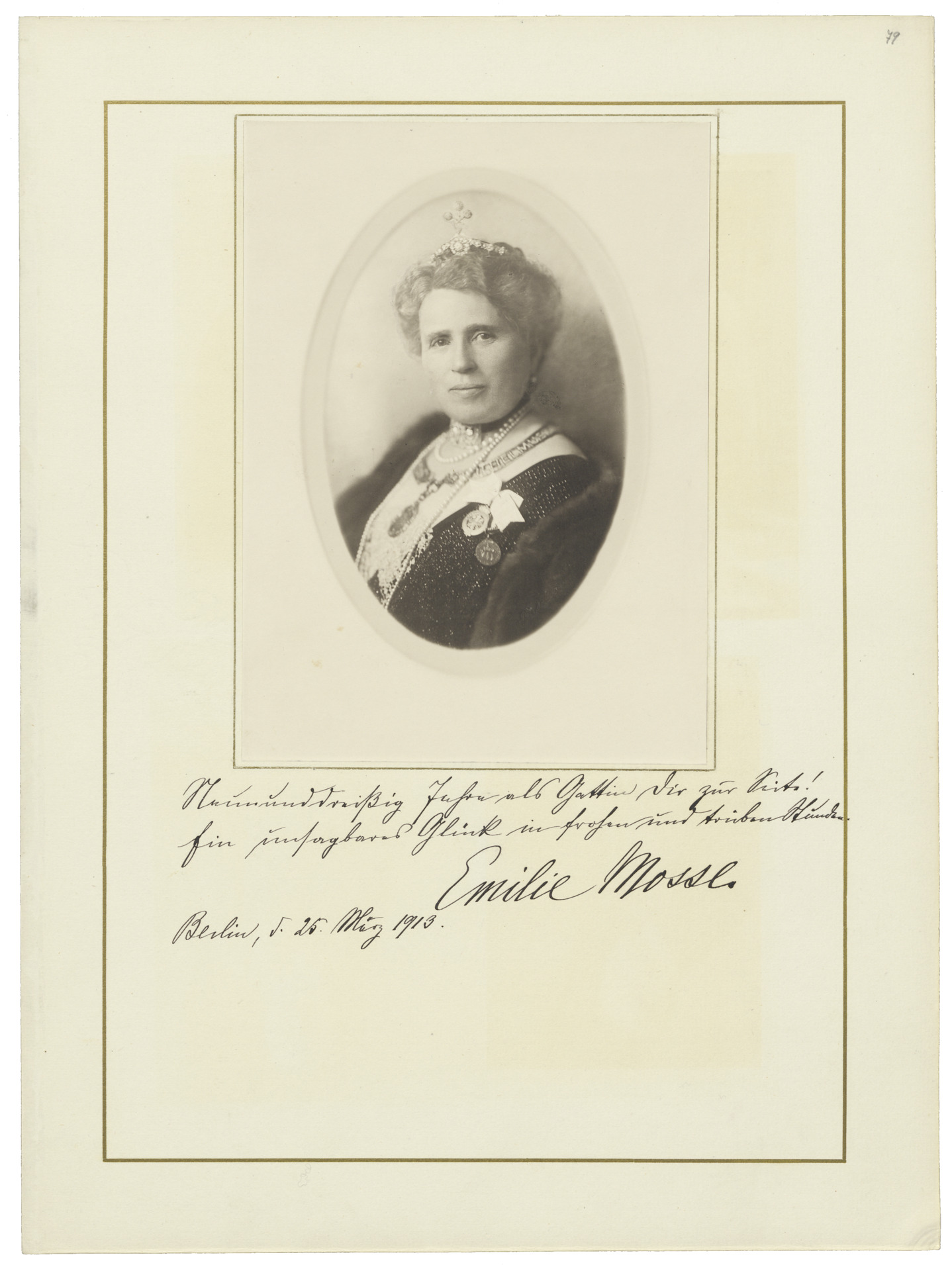
Glückwunschkarte zum Hochzeitstag

Emilie Mosse (* 23. Dezember 1851 in Trier; † 12. Oktober 1924 Berlin) stammte aus einer jüdischen Unternehmerfamilie und war eine deutsche Mäzenin, Verlegerin, Salonniere und Kunstförderin.

## Leben
Am 25. März 1874 heiratete sie Rudolf Mosse, mit dem sie 1885 das neu erbaute Palais am Leipziger Platz bezog. Mit dem Erfolg des Familienunternehmens und den sich daraus ergebenden Möglichkeiten lenkte Emilie Mosse die Spendentätigkeit der Familie auf sozial-pädagogische Felder, beispielsweise mit der Stiftung des Waisenhauses in Berlin-Schmargendorf, der Einrichtung von Lehrlingswohnheimen und zahlreichen Einzelspenden für nicht nur jüdische Kinderheime und Bildungseinrichtungen, an deren Verwaltung sie teil hatte. Im Verlag Mosse beteiligte sie sich an der Auswahl der zu veröffentlichenden Belletristik, insbesondere in der preiswerten Kronenbücherei, die später zum Vorbild der rororo Bände wurde.
Sie förderte Schriftsteller und Schriftstellerinnen wie Bertha von Suttner sowie bildende Künstler und trug gemeinsam mit ihrem Mann eine der bedeutendsten Kunstsammlungen ihrer Zeit zusammen, die im Mosse-Palais am Leipziger Platz öffentlich zugänglich gemacht wurde. Die Zeitgenossen nannten das Palais respektvoll „Mosseum“.
1884 gründete sie mit anderen Frauen, darunter der Frauenrechtlerin und Schriftstellerin Anna Plothow den Verein „Mädchenhort“ zur Unterstützung berufstätiger Mütter. Zunächst 33 Mädchen wurden hier nach der Schule von zwei Lehrerinnen bei Hausaufgaben und Handarbeiten beaufsichtigt. Die Zahl der Anmeldungen stieg und so wurden rasch weitere Horte eingerichtet. Die städtischen Zuschüsse ergänzte Emilie durch eigene Mittel, Spenden befreundeter Damen der Gesellschaft und Eintrittsgelder für Vorträge, zu denen sie beispielsweise den Musikwissenschaftler Einstein bat. 1909 übernahm sie den Vorsitz des Vereins und wurde im selben Jahr von Kaiser Wilhelm II. für ihr karitatives Engagement mit dem selten verliehenen Wilhelm-Orden geehrt.
1888 wurde Felicia, die Tochter  einer Hausangestellten namens Erna Marx mit Rudolf Mosse, geboren, die das Paar 1893 bei sich aufnahm, und die fortan den Nachnamen Mosse trug. 1919 adoptierte Emilie Mosse Felicia.
Während ihr soziales Engagement und das mäzenatische Wirken ihrer Familie den Berliner Zeitgenossen durchaus bekannt waren, geriet der Name Mosse nach Vertreibung und Enteignung der Familie durch die Nazis in Vergessenheit. Erst mit der Ausstellung zum 100. Jahrestag der Rudolf-Mosse-Straße im Jahn-Sportpark änderte sich das. Die Umbenennung des Abschnitts zwischen der Eberswalder Straße und dem Tor zum Jahn-Sportpark in Emilie-Mosse-Straße erfolgte am 12. Juli 2025 im Rahmen des 4. Mädchenfußballturniers um den Mosse-Pokal.